# 博鰲鎮
博鰲鎮（ボアオ/はくごう-ちん）は中華人民共和国海南省瓊海市に位置する鎮。

## 地理
博鰲鎮は海南省東部、南シナ海に面し、万泉河の河口に位置する。南は万寧市と接し、東は海に面し、北は瓊海市の潭門鎮、西は瓊海市の朝陽郷、上甬郷という二つの郷と接している。瓊海市中心の嘉積鎮からは 17 キロメートル、省都海口市からは 105 キロメートル、島の南端のリゾート地三亜市からは 180 キロメートル。

## 行政区画
下部に17村を管轄する
- 東海村、東嶼村、朝烈村、珠聯村、田甬村、博敖村、古調村、指母村、海燕村、中南村、仰大村、楽城村、莫村、培蘭村、沙美村、北山村、北岸村

## 経済

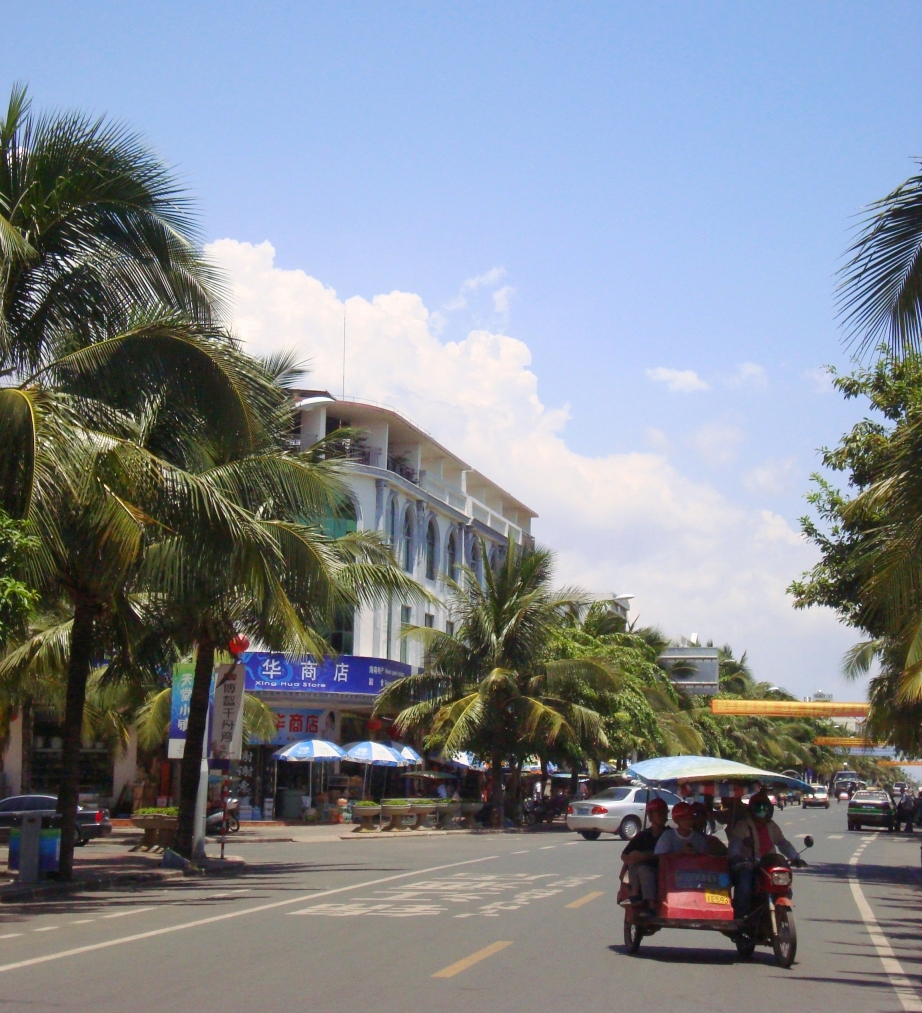
ボアオ市街

元来は半漁半農の漁村であったが、1990年代よりソフィテルなど複数の国際的なリゾートホテルが建設され、国際会議場や温泉、ゴルフ場等を擁する中国有数の複合リゾート地として開発されている。特に毎年ボアオ・アジア・フォーラムが開催されることで世界の注目を集めている。